# A440

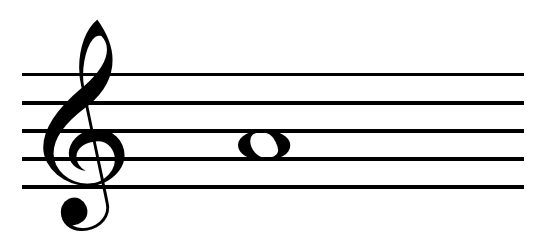
A440 or.

A440 또는 슈튜트가르트 피치, 과학적 음높이 표시법(Scientific Pitch Notation)에서의 A4는 440Hz의 음성 진동수에 상응하는 음높이로, 가온다 위의 A음에 대한 조율 표준의 역할을 한다. 이는 국제 표준화 기구에 의해 ISO 16으로서 표준화되어 있다. 다른 주파수들은 가온다 위의 A를 조율하기 위해 사용되었거나 때로는 여전히 사용되었지만, A440은 현재 일반적으로 음향장비를 교정하고 피아노, 바이올린, 그리고 다른 기타 악기들을 조율하기 위한 기준 진동수로 사용된다.

## 역사와 사용
440Hz로 표준하기 이전 많은 나라들과 단체들은 1860년대 이래의 프랑스의 기준인 동시에 오스트리아 정부가 1885년에 추천한 국제 표준음(diapason normal)의 435Hz로 따랐다. 요한 셰이블러(Johann Heinrich Scheibler)는 음높이 측정을 위한 토노미터(Tonometer)를 발명한 후 1834년 표준으로서 A440을 추천하였으며, 이는 같은 해 독일 과학자-의사 협회(Gesellschaft Deutscher Naturforscher und Ärzte)의 승인을 받았다.
미국의 음악 산업은 1926년 형식에 구애받지 않는 표준으로서의 440Hz에 관심이 닿았고, 일부는 그를 악기 제조에 사용하기 시작했다.
1936년 미국 국가표준 협회는 가온다 위의 A를 440Hz로 조율하는 것을 권고했다. 이 표준은 1955년 국제 표준화 기구가 ISO 16으로 채택하였고, 이를 1975년 재확인하였다.
표준적인 88개의 건반을 갖는 피아노에서 네번째 C키로 시작하는 옥타브 내에서 발생하기 때문에, 과학적 음높이 표기법에서는 A4로 지정된다. MIDI에서는 note 69다.

번호가 매겨진 옥타브들을 가진 88개 건반의 피아노, 그리고 강조 표시된 가온다(청록)와 A_{4}(노랑).

## 현재
A440은 콘서트 피치로써 영국과 미국에서 널리 사용된다. 유럽 대륙에서는 A4의 진동수가 보통 440~444Hz 사이에서 다르다.
시대 악기(Period Instrument) 운동에서는 현대 바로크 음높이에 대해 A♯=440Hz에 상응하는 415Hz로 하는 합의가 있었다. 특히 몇몇 독일 교회 음악, 가령 바흐의 라이프치히 시대 이전의 칸타타처럼 일부 특별한 교회 음악을 위한 바로크 음높이는 A♭=440Hz에 상응하는 합창단 음색의 음높이(Chorton Pitch)으로 알려진 466Hz과 클래식의 음높이인 427~430Hz로 하기로 했다.
A440은 기본적인 음표나 조성에 관계 없이 단지 순정률만으로 조율 기준으로써 사용되는 경우가 많다.
미국 시간 및 주파수 방송국인 WWV는 매시 2분마다 440Hz의 신호를 방송하며 WWVH는 매시간 1분마다 동일한 음색을 방송한다. 이는 1936년에 오케스트라가 그들의 악기를 조율하는 것을 돕기 위해 추가되었다.

## 같이 보기
- 표준 음높이
- 전자 조율기